# Phalera ningpoana
Phalera ningpoana är en fjärilsart som beskrevs av Felder 1862. Phalera ningpoana ingår i släktet Phalera och familjen tandspinnare. Inga underarter finns listade i Catalogue of Life.